# Prépont
Le Prépont est un cours d'eau français qui traverse le département de la Manche et se jette dans la Soulles (rivière).